# 彭尼湖
78°16′S 163°12′E / 78.267°S 163.200°E
彭尼湖（Penny Lake），是南極洲的湖泊，位於維多利亞地的斯科特海岸，處於瓦科特冰川以南，是威靈頓維多利亞大學探險隊的大本營，現時由南極條約體系管理。